# Rumigny (Somme)
Rumigny é uma comuna francesa na região administrativa de Altos da França, no departamento de Somme. Estende-se por uma área de 7,83 km². Em 2010 a comuna tinha 631 habitantes (densidade: 80,6 hab./km²).